# Your Pretty Face Is Going to Hell/Episodenliste
Diese Episodenliste enthält alle Episoden der US-amerikanischen Fernsehserie Your Pretty Face Is Going to Hell sortiert nach der US-amerikanischen Erstausstrahlung. Die Fernsehserie umfasst derzeit 4 Staffeln mit 42 Episoden.

## Übersicht
| Staffel | Episodenanzahl | Erstausstrahlung USA | Erstausstrahlung USA | Deutschsprachige Erstausstrahlung | Deutschsprachige Erstausstrahlung |
| Staffel | Episodenanzahl | Staffelpremiere      | Staffelfinale        | Staffelpremiere                   | Staffelfinale                     |
| ------- | -------------- | -------------------- | -------------------- | --------------------------------- | --------------------------------- |
| 1       | 6              | 18. April 2013       | 23. Mai 2013         | 18. Februar 2016                  | 22. Februar 2016                  |
| 2       | 12             | 12. Juli 2015        | 11. Oktober 2015     | 23. Februar 2016                  | 1. März 2016                      |
| 3       | 12             | 23. Oktober 2016     | 7. Mai 2017          | 15. März 2017                     | 16. August 2017                   |
| 4       | 12             | 3. Mai 2019          | 14. Juni 2019        | 3. Februar 2020                   | 6. April 2020                     |

## Staffel 1
| Nr. (ges.) | Nr. (St.) | Deutscher Titel                       | Originaltitel                 | Erstausstrahlung USA | Deutschsprachige Erstausstrahlung (D) | Regie        | Drehbuch                                | Zuschauer (USA) |
| --- | --------- | ------------------------------------- | ----------------------------- | -------------------- | ------------------------------------- | ------------ | --------------------------------------- | --------------- |
| 1 | 1         | Willkommen in der Hölle               | Welcome to Hell               | 18. Apr. 2013        | 18. Feb. 2016                         | Casper Kelly | Casper Kelly & Dave Willis              | 1,50 Mio.       |
| Gary bekommt einen neuen Praktikanten namens Claude. Dieser ist sichtlich verängstigt von der Hölle und wird von Gary mit seinen Aufgaben vertraut gemacht. Dazu gehört auch der Toilettendienst, indem die Dämonen selbst Teil der Toilette sind. Hierbei kommen sie mit Satan, der gerade die Toilette benutzt, in Kontakt. Dieser erteilt beiden die Aufgabe den berühmten Baseballspieler Ted Cruz davon zu überzeugen, nach jedem Homerun Satan zu danken und nicht Jesus.                              |           |                                       |                               |                      |                                       |              |                                         |                 |
| 2 | 2         | Das Liebesnest                        | Bone Garden                   | 25. Apr. 2013        | 18. Feb. 2016                         | Dave Willis  | Casper Kelly & Dave Willis              | 1,67 Mio.       |
| Gary erfährt, dass Satan Sex mit seiner Ex-Freundin, einer Immobilienmaklerin, hat. Dafür benutzt Satan ein zum Verkauf stehendes Haus. Gary soll mittels Spuck dafür sorgen, dass es nicht verkauft wird. |           |                                       |                               |                      |                                       |              |                                         |                 |
| 3 | 3         | Pack das Leben bei den Hörnern        | Take Life by the Horns        | 2. Mai 2013          | 19. Feb. 2016                         | Casper Kelly | Casper Kelly & Dave Willis              | 1,46 Mio.       |
| Satan möchte sein Gesicht auf einer Münze verewigt haben. Dazu soll ein Senator erpresst werden. Gary meldet sich für diese Aufgabe freiwillig und begibt sich auf die Suche nach diesem. Claude gibt ihm den Tipp, dass der Senator in den Bergen wandern ist. Bei der Suche verunglückt Gary und trifft dabei auf einen weiteren verunglückten Wanderer, namens Alex Abell. Eine ganze Weile nach ihrer Rettung veröffentlicht Alex ein Buch über seine Begegnung mit Gary, was Satan zur Weißglut bringt. |           |                                       |                               |                      |                                       |              |                                         |                 |
| 4 | 4         | Schmickler83!                         | Schmickler83!                 | 9. Mai 2013          | 19. Feb. 2016                         | Dave Willis  | Casper Kelly & Dave Willis              | 1,63 Mio.       |
| Gary verliert bei dem Versuch, eine Seele für Satan zu ernten, sein Portemonnaie, in dem auch sein Beschwörungswort, Schmickler83, ist. Mittels dieses Wortes kann Gary an jedem Ort der Welt heraufbeschworen werden. Sein Portemonnaie wird von zwei Kiffern gefunden, die Gary zwingen, verschiedene Aufgaben für ihn zu erledigen. Gleichzeitig versucht Gary sein Beschwörungswort wiederzubekommen und die beiden Kiffer davon zu überzeugen, ihre Seelen dem Teufel zu verkaufen.                     |           |                                       |                               |                      |                                       |              |                                         |                 |
| 5 | 5         | Der Teufel steckt nicht nur im Detail | Devil in the Details          | 16. Mai 2013         | 22. Feb. 2016                         | Casper Kelly | Casper Kelly, Dave Willis & Jon Wurster | 1,56 Mio.       |
| Claude ist mittlerweile in der Hölle befördert worden und Garys direkter Vorgesetzter. Er erteilt Gary den Auftrag mit einer Highschoollehrerin, die ihrer Seele für eine Schauspielkarriere verkauft hat, ein Musical über Satan zu komponieren und zu inszenieren. |           |                                       |                               |                      |                                       |              |                                         |                 |
| 6 | 6         | Mühsam ernährt sich das Gary-Hörnchen | People in Hell Want Ice Water | 23. Mai 2013         | 22. Feb. 2016                         | Dave Willis  | Casper Kelly & Dave Willis              | 1,87 Mio.       |
| Der Zustrom von Seelen ist rückläufig und Satan gibt den Dämonen 24 Stunden auf der Erde Zeit, um so viele Seelen wie möglich zu ernten. Gary hat dabei einige Probleme. Währenddessen hat Claude eine riesige Menge Seele geerntet. Gary versucht nun, diese von Claude zu stehlen. |           |                                       |                               |                      |                                       |              |                                         |                 |

## Staffel 2
| Nr. (ges.) | Nr. (St.) | Deutscher Titel                 | Originaltitel                      | Erstausstrahlung USA | Deutschsprachige Erstausstrahlung (D) | Regie                      | Drehbuch                   | Zuschauer (USA) |
| --- | --------- | ------------------------------- | ---------------------------------- | -------------------- | ------------------------------------- | -------------------------- | -------------------------- | --------------- |
| 7 | 1         | Psyklon und das dünne Doppel    | Psyklone and the Thin Twins        | 12. Juli 2015        | 23. Feb. 2016                         | Casper Kelly & Dave Willis | Casper Kelly & Dave Willis | 0,77 Mio.       |
| Bei der Aufgabe so viele Seelen wie möglich zu ernten, bleibt Gary auf der Erde zurück. Er nutzt diese Gelegenheit, um sich von Satan bei seinem Stiefbruder zu verstecken. Satan schickt die Kopfgeldjäger „Psyklon und das dünne Doppel“ los, um ihn in die Hölle zurückzuholen. |           |                                 |                                    |                      |                                       |                            |                            |                 |
| 8 | 2         | Schulter an Schulter            | Shoulder Work                      | 19. Juli 2015        | 23. Feb. 2016                         | Casper Kelly & Dave Willis | Casper Kelly & Dave Willis | 0,87 Mio.       |
| Zu den Aufgaben eines Dämons gehört es auch auf der Schulter von Menschen zu stehen und diese zu Sünden zu verleiten. Gary und Claude werden von Satan zum Schulterdienst eingeteilt. Dabei wird Gary vom Engel auf der anderen Schulter verarscht. Satan ist darüber gar nicht glücklich und befiehlt Gary den Engel zu töten.                                                                                        |           |                                 |                                    |                      |                                       |                            |                            |                 |
| 9 | 3         | Fauler Zauber                   | Jeff Copperhead, Six-pack Magician | 26. Juli 2015        | 25. Feb. 2016                         | Casper Kelly & Dave Willis | Casper Kelly & Dave Willis | 0,94 Mio.       |
| Der Showzauberer Jeff Copperhead hat seine Seele für 4 Jahre echte magische Kräfte an Satan verkauft. Als diese Zeit um ist, versucht er nachzuverhandeln. Was Satan und die Dämonen nicht wissen, dass aufgrund eines Fehlers im Vertrag, die magischen Kräfte auch noch in der Hölle funktionieren. |           |                                 |                                    |                      |                                       |                            |                            |                 |
| 10 | 4         | Wahre Liebe wird dich finden    | True Love Will Find You            | 2. Aug. 2015         | 25. Feb. 2016                         | Dave Willis                | Casper Kelly & Dave Willis | 1,03 Mio.       |
| Die Dämonen finden heraus, dass es möglich ist aus der Hölle zu entkommen. Dazu muss sie die wahre Liebe retten. Da Satan nicht daran glaubt, dass seine Dämonen die wahre Liebe finden können, bekommen sie 24 Stunden auf der Erde. Während Gary, Benji und Eddie ihr Glück in einer Bar versuchen, erinnert sich Claude an seine Collegeromanze mit der verrückten Joanna. Er will sie dazu bringen, ihn zu retten. |           |                                 |                                    |                      |                                       |                            |                            |                 |
| 11 | 5         | Neu-Cronomicon                  | New-Cronomicon                     | 9. Aug. 2015         | 1. März 2016                          | Dave Willis                | Casper Kelly & Dave Willis | 1,08 Mio.       |
| Satan legt das Necronomicon, das böse Buch, an den neuen Zeitgeist angepasst, neu auf. Die Dämonen sollen es auf der Erde verteilen. Dabei warnt er sie, es unter keinen Umständen zu lesen. Gary bekommt den Höllenmenschen Modock zugeteilt. Sie beide können der Versuchung nicht widerstehen. |           |                                 |                                    |                      |                                       |                            |                            |                 |
| 12 | 6         | Hardcore-Hexen                  | Witches                            | 16. Aug. 2015        | 26. Feb. 2016                         | Casper Kelly               | Casper Kelly & Dave Willis | 0,94 Mio.       |
| Zur Walpurgisnacht wollen die Hexen Satan zu einer Orgie einladen. Da Satan aber keine Lust darauf hat, schickt er Gary, Troy, Claude und Benji. Diese verkleiden sich als Satan und haben die gesamte Nacht im Schichtsystem Sex mit den Hexen. Durch eine Unachtsamkeit merken die Hexen, dass sie gar nicht mit dem echten Satan eine Orgie haben und beschließen, sich an den Dämonen zu rächen.                   |           |                                 |                                    |                      |                                       |                            |                            |                 |
| 13 | 7         | Zerberus                        | Cerberus                           | 30. Aug. 2015        | 26. Feb. 2015                         | Casper Kelly               | Casper Kelly & Dave Willis | 1,04 Mio.       |
| Satan findet sein Büro komplett zerstört vor. Es stellt sich heraus, dass sein dreiköpfiger Hund Zerberus dafür verantwortlich ist. Als Gary ihn wieder ans Höllentor ketten will, bricht Zerberus aus und gelangt an die Erdoberfläche. Bevor Gary ihn wieder in die Hölle bringen kann, muss er einige Bedingungen von Zerberus erfüllen.                                                                            |           |                                 |                                    |                      |                                       |                            |                            |                 |
| 14 | 8         | Das rockt wie Hölle             | Nü-Byle                            | 13. Sep. 2015        | 24. Feb. 2016                         | Dave Willis                | Casper Kelly & Dave Willis | 0,95 Mio.       |
| Satan ist von den ewigen Meetings gelangweilt und sehnt sich nach seinem alten Leben als Muse der Rockband „Byle“. Er beschließt, dass die Band wieder zusammenkommen soll, um die Jugend von heute wieder von der Hölle zu überzeugen. Was er nicht weiß, ist, dass Byle die Auflösung nur vorgetäuscht hat, um ihn loszuwerden.                                                                                      |           |                                 |                                    |                      |                                       |                            |                            |                 |
| 15 | 9         | Der Angriff auf die Hühnerhölle | National Lampoon’s Fireballz       | 20. Sep. 2015        | 24. Feb. 2016                         | Casper Kelly               | Casper Kelly & Dave Willis | 0,97 Mio.       |
| Bei ihrer täglichen Arbeit in der Hühnerhölle entdecken die Dämonen den Schlamoensektor, einen Teil der Hölle in der nur unbefriedigte Frauen unterkommen. Sie tüfteln einen ausgeklügelten Plan aus, um dorthin zu gelangen. Dabei wird Gary vom Ungeheuer Seth verschluckt. |           |                                 |                                    |                      |                                       |                            |                            |                 |
| 16 | 10        | Eierlikör                       | Spunk                              | 27. Sep. 2015        | 29. Feb. 2016                         | Dave Willis                | Casper Kelly & Dave Willis | 1,06 Mio.       |
| Die Dämonen verhalten sich ungewöhnlich. Sie helfen Eddie einen Wein aus der Wichse der Masturbationsspinne herzustellen, mit dem sie aus dem tristen Alltag ausbrechen können. Der Wein ist so berauschend und suchterzeugend, dass Satan beschließt ihn zu vermarkten. |           |                                 |                                    |                      |                                       |                            |                            |                 |
| 17 | 11        | Krampusnacht                    | Krampus Nacht                      | 4. Okt. 2015         | 1. März 2016                          | Casper Kelly               | Casper Kelly & Dave Willis | 0,98 Mio.       |
| Es ist Weihnachten. Satan trauert derweil den alten Zeiten hinterher und beauftragt Gary und Claude damit, dass Krampus wieder Kinder bestrafen soll. Krampus ist allerdings sehr alt geworden und befindet sich in Rente. Beide überzeugen ihn von Satans Plan. Das Alter und die einsetzende Demenz von Krampus sorgen allerdings für Probleme dabei.                                                                |           |                                 |                                    |                      |                                       |                            |                            |                 |
| 18 | 12        | Die durch den Himmel gehen      | Heaven                             | 11. Ok. 2015         | 29. Feb. 2016                         | Casper Kelly               | Casper Kelly & Dave Willis | 0,91 Mio.       |
| Es stellt sich heraus, dass aufgrund eines Kurierfehlers Gary eigentlich in den Himmel kommen sollte anstatt in die Hölle. Gary kommt daraufhin in den Himmel und genießt sein neues Leben beim Golf spielen und im himmlischen Marketing-Team. Was Gary in diesem Moment noch nicht weiß ist, dass er eigentlich nur von Satan in den Himmel eingeschleust wurde, um Petrus und Gott eins auszuwischen.               |           |                                 |                                    |                      |                                       |                            |                            |                 |

## Staffel 3
| Nr. (ges.) | Nr. (St.) | Deutscher Titel           | Originaltitel                 | Erstausstrahlung USA | Deutschsprachige Erstausstrahlung (D) | Regie        | Drehbuch                                | Zuschauer (USA) |
| --- | --------- | ------------------------- | ----------------------------- | -------------------- | ------------------------------------- | ------------ | --------------------------------------- | --------------- |
| 19 | 1         | Straight Outta Hades      | Straight Outta Hades          | 23. Okt. 2016        | 15. März 2017                         | Dave Willis  | Casper Kelly & Dave Willis              | 0,99 Mio.       |
| Das Einführungsvideo für die Neuankömmlinge in der Hölle ist kaputt. Gary überzeugt Benji davon ein neues, aufregendes Video zu drehen. Dabei kommt ein Rap „Straight Outta Hades“ heraus. Satan findet das neue Video super und beauftragt Gary alle Videos in der Hölle in diesem Stil zu drehen.                                                                                         |           |                           |                               |                      |                                       |              |                                         |                 |
| 20 | 2         | Die Fusion                | Circle Jerk MCMCVIII          | 30. Okt. 2016        | 22. März 2017                         | Dave Willis  | Casper Kelly & Dave Willis              | 1,07 Mio.       |
| Satan ist als Redner auf eine Konferenz eingeladen und soll eine Präsentation über „Dinge im Arsch 2016“ halten. Zu Beginn der Konferenz erfährt er, dass sein Thema nun die Bekämpfung des radikalen Islams ist. Er beauftragt Gary und Troy eine Präsentation für ihn zu erstellen. Dabei erfahren sie, dass Satan nur der Manager eines Kreises der Hölle ist und nicht der wahre Satan. |           |                           |                               |                      |                                       |              |                                         |                 |
| 21 | 3         | Drei Dämonen und ein Baby | Three Demons and a Demon Baby | 6. Nov. 2016         | 29. März 2017                         | Casper Kelly | Craig Rowin, Casper Kelly & Dave Willis | 1,22 Mio.       |
| Satan wünscht sich Vater zu werden. Beim Akt schwängert er, ohne es zu wissen, anstatt des Unterwäschemodels Gary. Dieser bekommt nun Satans Sohn. |           |                           |                               |                      |                                       |              |                                         |                 |
| 22 | 4         | Heili                     | Healy                         | 13. Nov. 2016        | 5. Apr. 2017                          | Casper Kelly | Casper Kelly & Dave Willis              | 0,91 Mio.       |
| Ein Alien stirbt auf der Erde und kommt daraufhin in die Hölle, da er nicht an Jesus glaubt. Es stellt sich heraus, dass der Alien Verletzungen heilen kann, worauf Gary ihn „Heilli“ tauft. Gary verspricht dem Alien ihn aus der Hölle zu bringen, wenn er im Gegenzug ihn mit auf seinen Planeten nimmt.                                                                                 |           |                           |                               |                      |                                       |              |                                         |                 |
| 23 | 5         | Für die Delfine           | The Three-Hugger Bomber       | 20. Nov. 2016        | 12. Apr. 2017                         | Casper Kelly | Andy Lucy, Casper Kelly & Dave Willis   | 1,05 Mio.       |
| Ted ist jetzt schon 25 Jahre in der Hölle. Als Überraschung für ihn veranstaltet Satan einen Roast. Dabei erfahren die Dämonen, dass Ted der Ökofusel-Bombenleger war. Um sich für die beim Roast entstandene Zerstörung seines Manifestes zu rächen, führt er Bombenanschläge in der Hölle durch.                                                                                          |           |                           |                               |                      |                                       |              |                                         |                 |
| 24 | 6         | Gequälte Seelen           | Torture                       | 27. Nov. 2016        | 19. Apr. 2017                         | Dave Willis  | Casper Kelly & Dave Willis              | 1,01 Mio.       |
| 25 | 7         | Eddie, der Dämon          | Eddie The Demon               | 2. Apr. 2017         | 12. Juli 2017                         | Dave Willis  | Casper Kelly & Dave Willis              | 0,99 Mio.       |
| 26 | 8         | Der Baum der Erkenntnis   | Golden Fiddle Week            | 9. Apr. 2017         | 19. Juli 2017                         | Dave Willis  | Casper Kelly & Dave Willis              | 1,16 Mio.       |
| 27 | 9         | Lee                       | Lee                           | 16. Apr. 2017        | 26. Juli 2017                         | Casper Kelly | Casper Kelly & Dave Willis              | 1,25 Mio.       |
| 28 | 10        | Hammerman                 | Hammerman                     | 23. Apr. 2017        | 2. Aug. 2017                          | Dave Willis  | Casper Kelly & Dave Willis              | 1,00 Mio.       |
| 29 | 11        | Wenn die Hölle zufriert…  | Snow Job                      | 30. Apr. 2017        | 9. Aug. 2017                          | Casper Kelly | Andy Lucy, Casper Kelly & Dave Willis   | 1,16 Mio.       |
| 30 | 12        | Der arische Biberheer     | The Damned                    | 7. Mai 2017          | 16. Aug. 2017                         | Casper Kelly | Matt Foster, Casper Kelly & Dave Willis | 1,15 Mio.       |

## Staffel 4
| Nr. (ges.) | Nr. (St.) | Deutscher Titel                  | Originaltitel                       | Erstausstrahlung USA | Deutschsprachige Erstausstrahlung (D) | Regie         | Drehbuch                                    | Zuschauer (USA) |
| ---------- | --------- | -------------------------------- | ----------------------------------- | -------------------- | ------------------------------------- | ------------- | ------------------------------------------- | --------------- |
| 31         | 1         | Der Flip                         | The Flip                            | 3. Mai 2019          | 3. Feb. 2020                          | Dave Willis   | Casper Kelly & Dave Willis                  | 0,52 Mio.       |
| 32         | 2         | Die armen apokalyptischen Reiter | The Poor Horsemen of the Apocalypse | 3. Mai 2019          | 3. Feb. 2020                          | Dave Willis   | Andy Lucy, Casper Kelly & Dave Willis       | 0,49 Mio.       |
| 33         | 3         | Omgouija                         | OMGouija                            | 10. Mai 2019         | 10. Feb. 2020                         | Casper Kelly  | Christina Romo , Casper Kelly & Dave Willis | 0,45 Mio.       |
| 34         | 4         | Die Hohe Hacke                   | The High Heel                       | 10. Mai 2019         | 17. Feb. 2020                         | Casper Kelly  | Matt Foster , Casper Kelly & Dave Willis    | 0,39 Mio.       |
| 35         | 5         | Das Partyloch                    | The Party Hole                      | 17. Mai 2019         | 24. Feb. 2020                         | Casper Kelly  | Nick Gibbons, Casper Kelly & Dave Willis    | 0,44 Mio.       |
| 36         | 6         | Garys Urteil                     | Trial by Gary                       | 17. Mai 2019         | 2. März 2020                          | Dave Willis   | Casper Kelly & Dave Willis                  | 0,41 Mio.       |
| 37         | 7         | Stan The Man                     | Stan the Man                        | 31. Mai 2019         | 9. März 2020                          | Dave Willis   | Casper Kelly & Dave Willis                  | 0,39 Mio.       |
| 38         | 8         | Gary Bunda: Dämonenkiller        | Gary Bunda: Demon Killer            | 31. Mai 2019         | 16. März 2020                         | Casper Kelly  | Nick Gibbons, Casper Kelly & Dave Willis    | 0,41 Mio.       |
| 39         | 9         | Milch und Honig                  | Milk and Honey                      | 7. Juni 2019         | 23. März 2020                         | Matt Servitto | Casper Kelly & Dave Willis                  | 0,43 Mio.       |
| 40         | 10        | Pokerface                        | Five-Card Duds                      | 7. Juni 2019         | 30. März 2020                         | Casper Kelly  | Todd Doogan, Casper Kelly & Dave Willis     | 0,38 Mio.       |
| 41         | 11        | Die in der Hölle schießen        | Conceal and Gary                    | 14. Juni 2019        | 6. Apr. 2020                          | Todd Rohal    | Todd Rohal, Casper Kelly & Dave Willis      | 0,42 Mio.       |
| 42         | 12        | Lebendig Frittiert               | Fried Alive                         | 14. Juni 2019        | 6. Apr. 2020                          | Dave Willis   | Matt Foster , Casper Kelly & Dave Willis    | 0,36 Mio.       |